# كرسي القديس بطرس

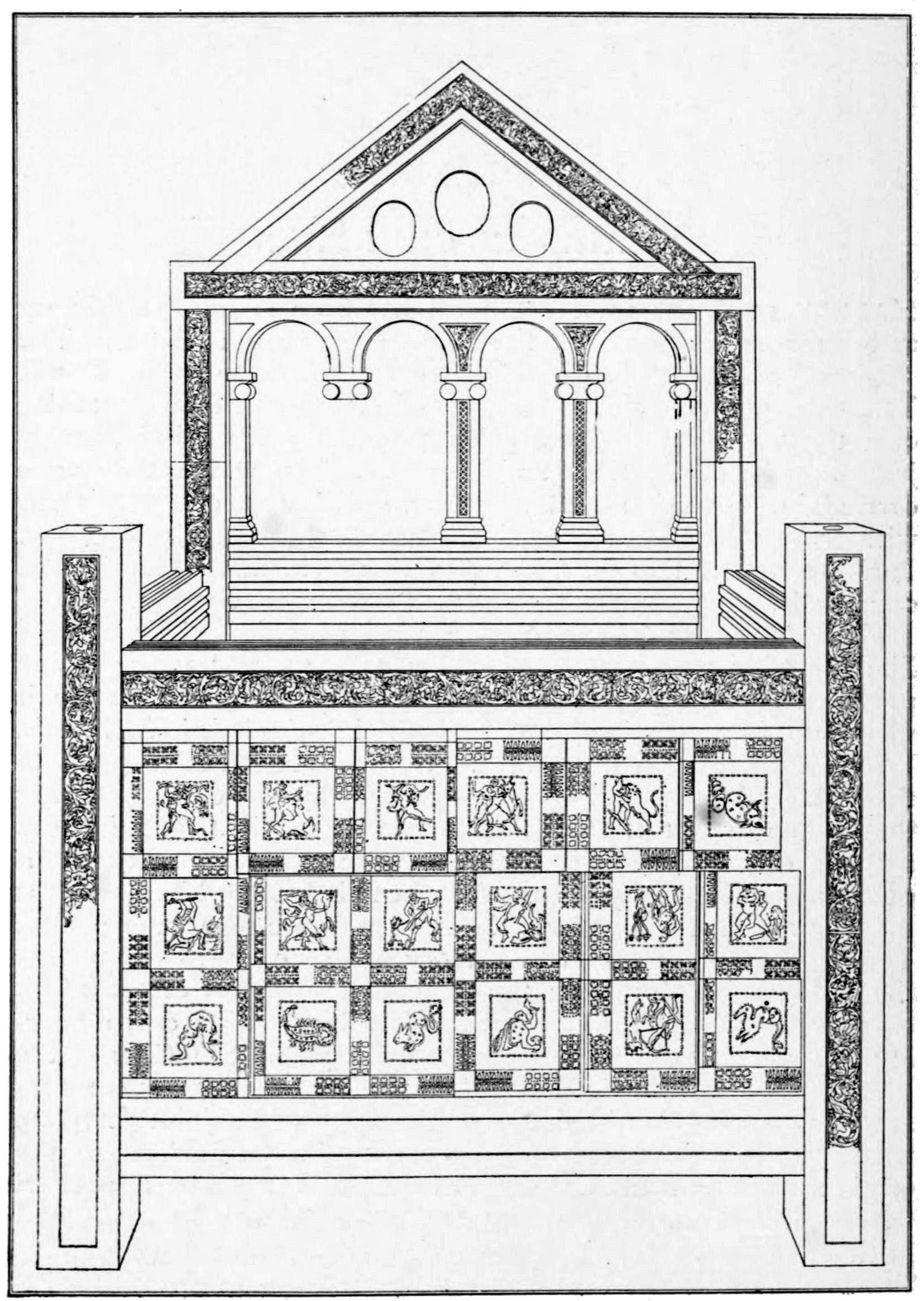
عرش البابا في كاتدرائية القديس بطرس، مدينة الفاتيكان (من كتاب المنحوتات الخشبية في الكنائس الإنجليزية، 1910)

كرسي القديس بطرس (اللاتينية: Cathedra Petri)، والمعروف أيضًا باسم عرش القديس بطرس، هو قطعة أثرية محفوظة في كاتدرائية القديس بطرس في مدينة الفاتيكان، المعقل السيادي للبابا داخل روما، إيطاليا. هذا الأثر هو عرش خشبي تدعي التقاليد أنه كان ملكًا للقديس بطرس الرسول، قائد المسيحيين الأوائل في روما وأول بابا، والذي استخدمه أسقف روما.  الأثر مُحاط بغلاف برونزي مُذهّب صممه جيان لورينزو برنيني وبُني بين عامي 1647 و1653.  في عام 2012، وصف البابا بندكت السادس عشر الكرسي بأنه "رمزٌ لرسالة بطرس وخلفائه الخاصة في رعاية رعية المسيح، والحفاظ على وحدتها في الإيمان والمحبة". 
كان العرش الخشبي هدية من إمبراطور الرومان شارل الأصلع إلى البابا يوحنا الثامن في عام 875.  وقد دُرس مرات عديدة على مر السنين، وكان آخرها بين عامي 1968 و1974.  وخلصت الدراسة إلى أنه لم يكن كرسيًا مزدوجًا، بل كرسيًا واحدًا، مغطى، وأن أقدم أجزائه تعود إلى القرن السادس.  يُعد كرسي القديس بطرس المذبح الثاني داخل الكنيسة، بينما يقع الأول تحت مظلة القديس بطرس. وهو يُذكر الزوار بسلطة الكنيسة الكاثوليكية. 
في 27 أكتوبر 2024، عُرض الكرسي المُرمم حديثًا على الملأ لأول مرة منذ عام 1867، بناءً على قرار من البابا فرانسيس. بعد القداس الختامي لسينودس السينودس، وُضع في المنتصف أمام المظلة.  وبحلول 28 أكتوبر، كان الكرسي أمام العمود الأمامي الأيمن، ثم أُعيد إلى صندوق الآثار في 26 نوفمبر 2024.  وكان من المقرر أن يظل الكرسي معروضًا حتى 8 ديسمبر 2024. 

## وصف
وُصفت هذه القطعة الأثرية نفسها بأنها كرسي من خشب البلوط تضرر من الجروح والديدان. يُثبّت على جانبي الكرسي حلقات معدنية. زُيّن ظهر الكرسي ومقدمته بالعاج المنحوت. يعود هذا الوصف إلى عام 1867، عندما صُوّرت القطعة الأثرية وعُرضت للتبجيل.
يتخذ صندوق الذخائر، كما هو الحال في العديد من قطع العصور الوسطى، شكلَ الأثر الذي يحميه، أي شكلَ كرسي. رمزيًا، لم يكن للكرسي الذي صممه برنيني نظيرٌ أرضيٌّ في الأثاث المعاصر. فهو مصنوعٌ بالكامل من أجزاءٍ متعرجة، تُحيط بلوحةٍ مُقعرة، حيث نُحت نمط التنجيد كنقشٍ بارزٍ للمسيح وهو يُرشد بطرس لرعاية خرافه. تُحيط شخصياتٌ ملائكيةٌ كبيرةٌ بلوحةٍ مُخرمةٍ أسفل وسادة مقعدٍ برونزيةٍ واقعيةٍ للغاية، فارغةٌ بشكلٍ واضح: الأثرُ مُغلفٌ بالداخل. 
الكاتدرائية مرتفعة على قضبان متعرجة متباعدة تبدو وكأنها مدعومة بسهولة بأربعة تماثيل برونزية لأطباء الكنيسة بالحجم الطبيعي: الأطباء الغربيون القديس أمبروز والقديس أوغسطينوس من هيبون على الجانب الخارجي، مرتدين تيجانًا، والأطباء الشرقيون القديس يوحنا الذهبي الفم والقديس أثناسيوس على الجانب الداخلي، وكلاهما عاري الرأس. تبدو الكاتدرائية وكأنها تحوم فوق المذبح في حنية البازيليكا، مضيءًا المجد المذهب لأشعة الشمس والغيوم المنحوتة التي تحيط بالنافذة. مثل نشوة القديسة تريزا لبرنيني، يُعد هذا اندماجًا نهائيًا للفنون الباروكية، حيث يوحد النحت والعمارة متعددة الألوان الغنية ويتحكم في تأثيرات الضوء.
في الأعلى، على خلفية الإفريز الذهبية، نقش لاتيني: "O Pastor Ecclesiae, tu omnes Christi pascis agnos et oves" (يا راعي الكنيسة، أنت ترعى جميع حملان المسيح وخرافه). على اليمين، نفس النقش باليونانية: "ΣΥ ΒΟΣΚΕΙΣ ΤΑ ΑΡΝΙΑ, ΣΥ ΠΟΙΜΑΙΝΕΙΣ ΤΑ ΠΡΟΒΑΤΙΑ ΧΡΙΣΤΟΥ". خلف المذبح، وُضع نصب برنيني التذكاري الذي يُحيط بالكرسي الخشبي، وكلاهما يُرمز إلى سلطة أسقف روما بصفته نائبًا عن المسيح وخليفة القديس بطرس.

## عيد كرسي القديس بطرس

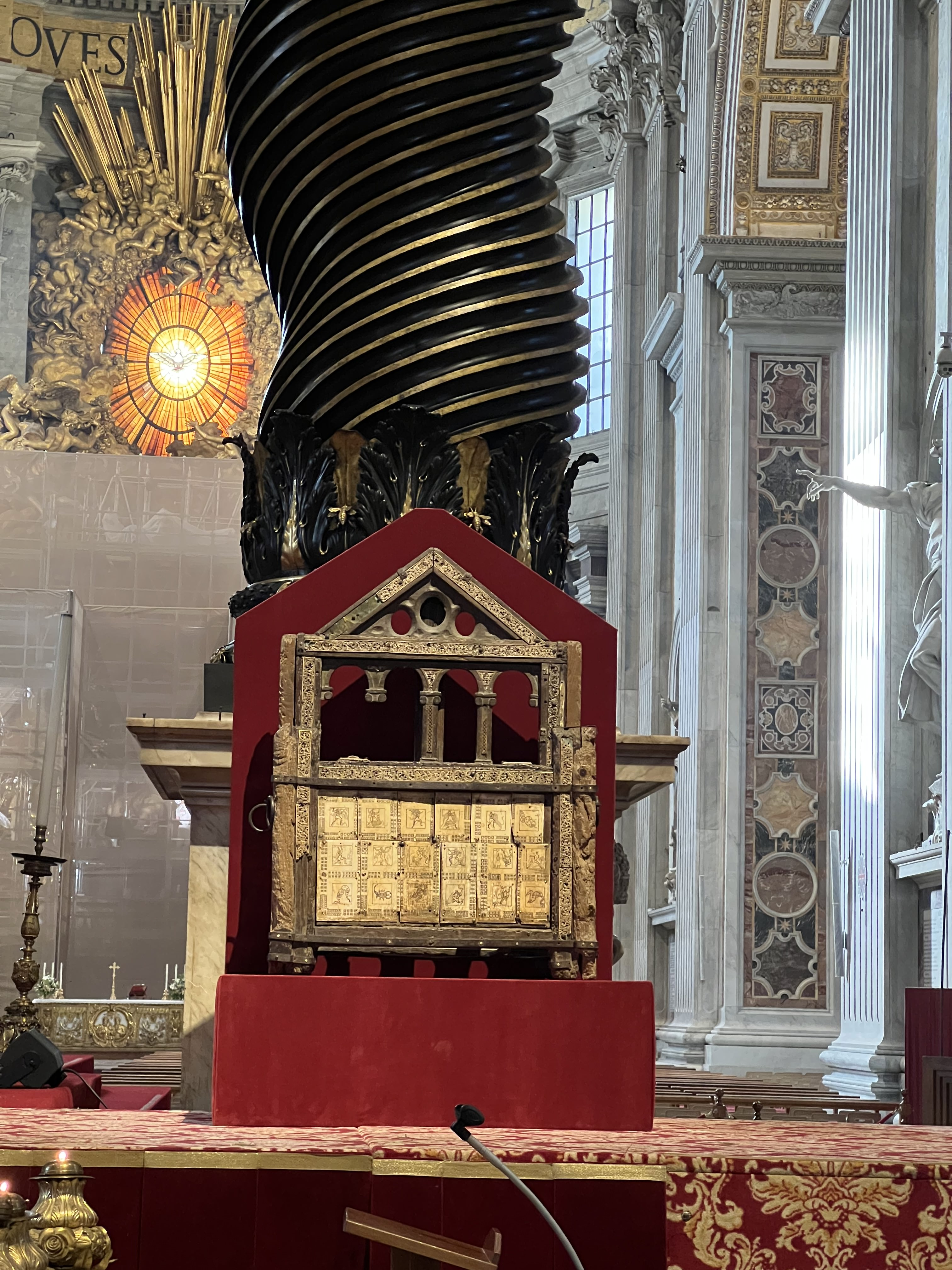
كرسي القديس بطرس في عام 2024 في كاتدرائية القديس بطرس، كُشف عنه لأول مرة منذ عام 1867

تشير سجلات الاستشهاد المبكرة إلى أن عيدين طقسيين كانا يُحتفل بهما في روما، قبل قرون من عهد شارل الأصلع، تكريمًا لكراسي القديس بطرس السابقة، أحدهما كان محفوظًا في مصلى المعمودية بكاتدرائية القديس بطرس القديمة، والآخر في سرداب بريسيلا. كان تاريخ هذين الاحتفالين 18 يناير و22 فبراير. لم يُعثر على أي كرسي متبقٍ مرتبط بأيٍّ منهما. وهكذا ارتبطت هذه الأعياد بمفهوم مجرد لـ"كرسي بطرس"، الذي يُشير، بتعبير مجازي، إلى منصب البابا الأسقفي كأسقف روما، وهو منصب يُعتقد أن القديس بطرس كان أول من شغله، ومن ثم امتد إلى أبرشية روما.
في عام 1960، حذف البابا يوحنا الثالث والعشرون عيد 18 يناير من التقويم الروماني العام، بالإضافة إلى سبعة أعياد أخرى كانت أعيادًا مكررة لقديس أو سرّ واحد. أصبح الاحتفال بيوم 22 فبراير عيدًا من الدرجة الثانية. أُدمج هذا التقويم في كتاب القداس الروماني للبابا يوحنا الثالث والعشرون لعام 1962، والذي أذن البابا بندكت السادس عشر باستمرار استخدامه ويواصل الكاثوليك التقليديون الذين يستخدمون التقويمات القديمة الاحتفال بكلا العيدين: عيد كرسي القديس بطرس في روما في 18 يناير وعيد كرسي القديس بطرس في أنطاكية في 22 فبراير.
في التصنيف الجديد للأعياد الذي تم تقديمه في عام 1969، فإن احتفال 22 فبراير له مرتبة عيد.

## ملحوظات
1. ↑  في أواخر القرن السابع عشر في مدينة البندقية، بنى أندريا بروستولون عدد قليل من الكراسي بذراعين الفخمة التي تستخدم شخصيات منحوتة مماثلة تعمل كأرجل أمامية ودعامات لمسند الذراعين.

## روابط خارجية
Altar of the Chair of St. Peter
- Catholic Encyclopedia: "Chair of St. Peter" — article contains photograph of the chair of Charles the Bald
- Encyclopædia Britannica Online: Gian Lorenzo Bernini
- "Masaryk University"